# Lista de unidades federativas do Brasil por IDH segundo cor/raça
Segue abaixo uma lista das unidades federativas do Brasil por IDH segundo cor ou raça, baseado nos dados do PNUD para os anos de 1998-2005.

## IDH dos Negros
| Rank | Unidade federativa  | 2005  | 2004  | 2003  | 2002  | 2001  | 2000  | 1999  | 1998  |
| ---- | ------------------- | ----- | ----- | ----- | ----- | ----- | ----- | ----- | ----- |
| 10   | Espírito Santo      | 0,764 | 0,757 | 0,744 | 0,742 | 0,735 | 0,735 | 0,730 | 0,729 |
| 14   | Minas Gerais        | 0,758 | 0,751 | 0,742 | 0,738 | 0,734 | 0,731 | 0,724 | 0,719 |
| 2    | Rio de Janeiro      | 0,793 | 0,787 | 0,779 | 0,774 | 0,764 | 0,761 | 0,753 | 0,749 |
| 3    | São Paulo           | 0,785 | 0,777 | 0,771 | 0,771 | 0,765 | 0,761 | 0,759 | 0,761 |
| 9    | Paraná              | 0,765 | 0,758 | 0,750 | 0,746 | 0,736 | 0,725 | 0,716 | 0,717 |
| 4    | Santa Catarina      | 0,775 | 0,770 | 0,771 | 0,755 | 0,749 | 0,733 | 0,720 | 0,726 |
| 6    | Rio Grande do Sul   | 0,773 | 0,770 | 0,755 | 0,756 | 0,750 | 0,742 | 0,729 | 0,733 |
| 13   | Mato Grosso do Sul  | 0,759 | 0,751 | 0,752 | 0,745 | 0,739 | 0,737 | 0,735 | 0,730 |
| 12   | Mato Grosso         | 0,761 | 0,759 | 0,749 | 0,754 | 0,752 | 0,741 | 0,730 | 0,733 |
| 5    | Goiás               | 0,773 | 0,769 | 0,757 | 0,757 | 0,747 | 0,743 | 0,741 | 0,732 |
| 1    | Distrito Federal    | 0,834 | 0,825 | 0,822 | 0,822 | 0,813 | 0,810 | 0,798 | 0,799 |
| 18   | Acre                | 0,733 | 0,733 | 0,736 | 0,729 | 0,719 | 0,713 | 0,718 | 0,705 |
| 7    | Amapá               | 0,771 | 0,750 | 0,757 | 0,750 | 0,756 | 0,743 | 0,728 | 0,731 |
| 8    | Amazonas            | 0,767 | 0,747 | 0,745 | 0,740 | 0,732 | 0,717 | 0,709 | 0,710 |
| 15   | Pará                | 0,740 | 0,733 | 0,727 | 0,732 | 0,721 | 0,716 | 0,715 | 0,709 |
| 11   | Rondônia            | 0,762 | 0,747 | 0,745 | 0,744 | 0,735 | 0,732 | 0,736 | 0,733 |
| 17   | Roraima             | 0,738 | 0,732 | 0,739 | 0,732 | 0,735 | 0,739 | 0,745 | 0,736 |
| 16   | Tocantins           | 0,739 | 0,734 | 0,722 | 0,716 | 0,718 | 0,706 | 0,691 | 0,698 |
| 26   | Maranhão            | 0,666 | 0,666 | 0,659 | 0,662 | 0,657 | 0,635 | 0,629 | 0,619 |
| 24   | Piauí               | 0,681 | 0,682 | 0,668 | 0,667 | 0,656 | 0,645 | 0,635 | 0,630 |
| 22   | Ceará               | 0,701 | 0,692 | 0,685 | 0,687 | 0,677 | 0,667 | 0,657 | 0,651 |
| 21   | Rio Grande do Norte | 0,703 | 0,694 | 0,681 | 0,679 | 0,677 | 0,671 | 0,661 | 0,650 |
| 25   | Paraíba             | 0,674 | 0,672 | 0,668 | 0,655 | 0,649 | 0,640 | 0,639 | 0,635 |
| 23   | Pernambuco          | 0,696 | 0,687 | 0,673 | 0,674 | 0,669 | 0,658 | 0,652 | 0,644 |
| 27   | Alagoas             | 0,639 | 0,630 | 0,630 | 0,628 | 0,622 | 0,609 | 0,601 | 0,594 |
| 20   | Sergipe             | 0,725 | 0,722 | 0,717 | 0,716 | 0,692 | 0,681 | 0,677 | 0,677 |
| 19   | Bahia               | 0,728 | 0,718 | 0,710 | 0,710 | 0,704 | 0,696 | 0,690 | 0,680 |

## IDH dos Brancos
| Rank | Unidade federativa  | 2005  | 2004  | 2003  | 2002  | 2001  | 2000  | 1999  | 1998  |
| ---- | ------------------- | ----- | ----- | ----- | ----- | ----- | ----- | ----- | ----- |
| 6    | Espírito Santo      | 0,841 | 0,831 | 0,825 | 0,826 | 0,818 | 0,815 | 0,810 | 0,807 |
| 11   | Minas Gerais        | 0,829 | 0,827 | 0,817 | 0,817 | 0,814 | 0,814 | 0,811 | 0,811 |
| 2    | Rio de Janeiro      | 0,863 | 0,855 | 0,856 | 0,851 | 0,848 | 0,845 | 0,839 | 0,839 |
| 3    | São Paulo           | 0,852 | 0,842 | 0,842 | 0,841 | 0,841 | 0,840 | 0,836 | 0,836 |
| 8    | Paraná              | 0,835 | 0,832 | 0,823 | 0,820 | 0,816 | 0,812 | 0,809 | 0,806 |
| 4    | Santa Catarina      | 0,849 | 0,841 | 0,838 | 0,832 | 0,832 | 0,826 | 0,816 | 0,818 |
| 5    | Rio Grande do Sul   | 0,842 | 0,838 | 0,835 | 0,834 | 0,829 | 0,830 | 0,829 | 0,824 |
| 9    | Mato Grosso do Sul  | 0,833 | 0,828 | 0,824 | 0,827 | 0,819 | 0,815 | 0,804 | 0,804 |
| 7    | Mato Grosso         | 0,838 | 0,836 | 0,824 | 0,831 | 0,826 | 0,816 | 0,806 | 0,806 |
| 10   | Goiás               | 0,832 | 0,825 | 0,820 | 0,822 | 0,826 | 0,816 | 0,806 | 0,806 |
| 1    | Distrito Federal    | 0,910 | 0,909 | 0,905 | 0,910 | 0,904 | 0,903 | 0,898 | 0,892 |
| 14   | Rondônia            | 0,805 | 0,802 | 0,795 | 0,797 | 0,785 | 0,784 | 0,791 | 0,797 |
| 16   | Acre                | 0,801 | 0,796 | 0,792 | 0,796 | 0,793 | 0,770 | 0,768 | 0,762 |
| 12   | Amazonas            | 0,817 | 0,804 | 0,792 | 0,795 | 0,791 | 0,779 | 0,768 | 0,762 |
| 18   | Roraima             | 0,793 | 0,775 | 0,797 | 0,793 | 0,802 | 0,807 | 0,815 | 0,802 |
| 17   | Pará                | 0,797 | 0,791 | 0,779 | 0,788 | 0,784 | 0,779 | 0,778 | 0,769 |
| 13   | Amapá               | 0,814 | 0,799 | 0,803 | 0,791 | 0,805 | 0,793 | 0,784 | 0,782 |
| 15   | Tocantins           | 0,803 | 0,792 | 0,789 | 0,789 | 0,793 | 0,779 | 0,766 | 0,766 |
| 27   | Maranhão            | 0,732 | 0,740 | 0,729 | 0,721 | 0,722 | 0,708 | 0,702 | 0,707 |
| 25   | Piauí               | 0,755 | 0,746 | 0,741 | 0,745 | 0,731 | 0,725 | 0,720 | 0,719 |
| 23   | Ceará               | 0,759 | 0,759 | 0,752 | 0,753 | 0,753 | 0,748 | 0,741 | 0,738 |
| 19   | Rio Grande do Norte | 0,791 | 0,771 | 0,770 | 0,768 | 0,769 | 0,763 | 0,759 | 0,759 |
| 22   | Paraíba             | 0,769 | 0,756 | 0,749 | 0,754 | 0,742 | 0,736 | 0,745 | 0,735 |
| 24   | Pernambuco          | 0,759 | 0,756 | 0,748 | 0,753 | 0,750 | 0,743 | 0,736 | 0,729 |
| 26   | Alagoas             | 0,752 | 0,742 | 0,747 | 0,742 | 0,735 | 0,727 | 0,718 | 0,717 |
| 21   | Sergipe             | 0,781 | 0,783 | 0,779 | 0,767 | 0,767 | 0,762 | 0,766 | 0,759 |
| 20   | Bahia               | 0,783 | 0,771 | 0,773 | 0,770 | 0,770 | 0,764 | 0,756 | 0,756 |